# ニクシャ・ブラトシュ
ニクシャ・ブラトシュ（セルビア・クロアチア語: Nikša Bratoš / Никша Братош、1959年8月17日 -）は、ユーゴスラビアで有名になったボスニア出身のミュージシャン。また、ヴァレンティノ（Valentino）、ツルヴェナ・ヤブカ（Crvena jabuka）等のバンドで演奏に参加していることでも知られている。

## 若き日のブラトシュ
ブラトシュは1959年に生まれ、1985年にサラエヴォの電子工学大学を卒業している。ツルヴェナ・ヤブカに活動を移す前は、ヴァレンティノというバンドでギター演奏とバックボーカルを務めていた。

## ツルヴェナ・ヤブカでの音楽活動
ブラトシュが最初にツルヴェナ・ヤブカで活動したのは、プロデューサーとしてであった。1988年のアルバム「サニャティ」（Sanjati）をプロデュースするよう誘われたのを皮切りに、以後は毎回アルバムを出す度にプロデューサーを務めた。後にブラトシュは、メンバーとしても参加を請われる。ありとあらゆる楽器を演奏できることで知られていたからだ。主にリズムギターを弾くが、他にハーモニカ、サックス、マンドリン、鍵盤ハーモニカ、クラリネット、木管楽器なども定期的に演奏し、時にはキーボード、シンセサイザー、バックボーカルを担当することもある。ブラトシュは、1990年代にツルヴェナ・ヤブカを有名にした弦楽器の編曲と同様に、ホルンの編曲もお手の物であった。

## ユーゴスラビア紛争後
1990年、ブラトシュはザグレブに拠点を移し、そこでギタリスト、プロデューサー、キーボード奏者などとしての音楽活動を続けた。1994年にはツルヴェナ・ヤブカの正式メンバーとなり、以降は全てのコンサートとアルバムに携わる。また、各アルバムの制作とプログラミングについての責任も負っている。